# Alan Stewart Duthie
Alan Stewart Duthie (19 mai 1938 - 6 juillet 2013) était un linguiste et universitaire britannique qui s'est installé et a travaillé au Ghana toute sa vie d'adulte. Il a été un pionnier de la linguistique à l'université du Ghana, à Legon, pendant 49 ans.

## Vie
Alan Duthie est élevé dans le quartier de Downfield à Dundee, en Écosse. Il fait ses études secondaires à la High School of Dundee.

### Éducation
Il obtient un Master of Arts (MA) en histoire de la langue grecque, en poésie grecque non dramatique, en hébreu et en philosophie morale à l'université de St Andrews entre 1956 et 1960. Il a ensuite poursuivi ses études à l'université d'Édimbourg, où il a obtenu un diplôme de troisième cycle en linguistique générale. Il a poursuivi ses études de troisième cycle à l'université de Manchester, où il a obtenu un doctorat en linguistique en 1964. Tout en travaillant à l'université du Ghana, il a été étudiant externe à l'université de Londres, où il a obtenu un diplôme en théologie.

### Carrière universitaire
Alan Duthie a rejoint l'unité de phonétique du département d'anglais de l'université du Ghana à Legon en novembre 1964. Il fait partie de l'équipe de linguistes qui a transformé l'unité en département de linguistique. Les autres membres étaient Mme McCallien, Lindsay Criper, ainsi qu'un Ghanéen, Lawrence Boadi. Helmut Truteneau et une autre Ghanéenne, Florence Dolphyne, les ont rejoints plus tard. Duthie a été le premier maître de conférences à être nommé directement au département en 1964. Il a joué un rôle clé dans la mise en place du département pour gérer les programmes de premier et de deuxième cycle. Pendant la dépression économique du début des années 1980, lui et Florence Dolphyne ont joué un rôle déterminant dans le maintien du département. Il a dirigé le département de linguistique à deux reprises. La première fois entre 1986 et 1989, puis de 1991 à 1993. Les cours qu'il a enseignés comprennent la phonétique, la sociolinguistique, la phonologie anglaise, la syntaxe et la sémantique anglaises, la théorie de la traduction, le séminaire de sémantique et la linguistique de l'éwé. Au moment de sa mort, il était réputé avoir enseigné et encadré un grand nombre de personnes qui sont devenues par la suite membres du personnel académique du département de linguistique, à l'exception des plus jeunes. Il était à son bureau la veille de sa mort.
Felix Ameka, linguiste spécialisé dans les langues d'Afrique de l'Ouest, est l'un de ses anciens étudiants à l'université du Ghana.

### Activités religieuses
Duthie a enseigné la traduction de la Bible, le grec du Nouveau Testament et l'hébreu de l'Ancien Testament au Maranatha Bible College à Sowutuom à Accra. Il a participé à l'organisation d'ateliers de l'Institut ghanéen de linguistique, d'alphabétisation et de traduction de la Bible. Il a également été l'un des cofondateurs de l'Église interconfessionnelle de Legon. Il a été rédacteur en chef du Daily Guide, qui est un recueil quotidien de notes de lecture de la Bible publié par la Scripture Union au Ghana.

### Autres activités
Alan Duthie a été examinateur pour le British Council au Ghana.

### Décès
Il tombe malade le 5 juillet 2013 à la suite d'une affection gastrique et est admis à l'hôpital Legon où il meurt le lendemain.

## Sources d'information
- The Courier Reporter, « Professor Alan Duthie dies aged 75 », DC Thomson & Co. Ltd, 5 août 2013 (consulté le 11 juin 2020)
- Mary Esther Kropp Dakubu, « In Memoriam Professor Alan Steward Duthie », Ghana Journal of Linguistics, Accra, Linguistics Association of Ghana, vol. 2, no 2,‎ 31 décembre 2013, p. 59–60 (ISSN 2026-6596, lire en ligne, consulté le 11 juin 2020)
- Akwasi Agyeman-Dua, « ALAN "THE BIBLE MAN" GOES HOME », sur modernghana.com, ModernGhana, 17 août 2013 (consulté le 12 juin 2020)
- University of Ghana, « Department of Linguistics inaugurates Prof. Alan S. Duthie Graduate Wing », sur Official website of the University of Ghana (consulté le 11 juin 2020)